# Johan Fredrik Eckersberg

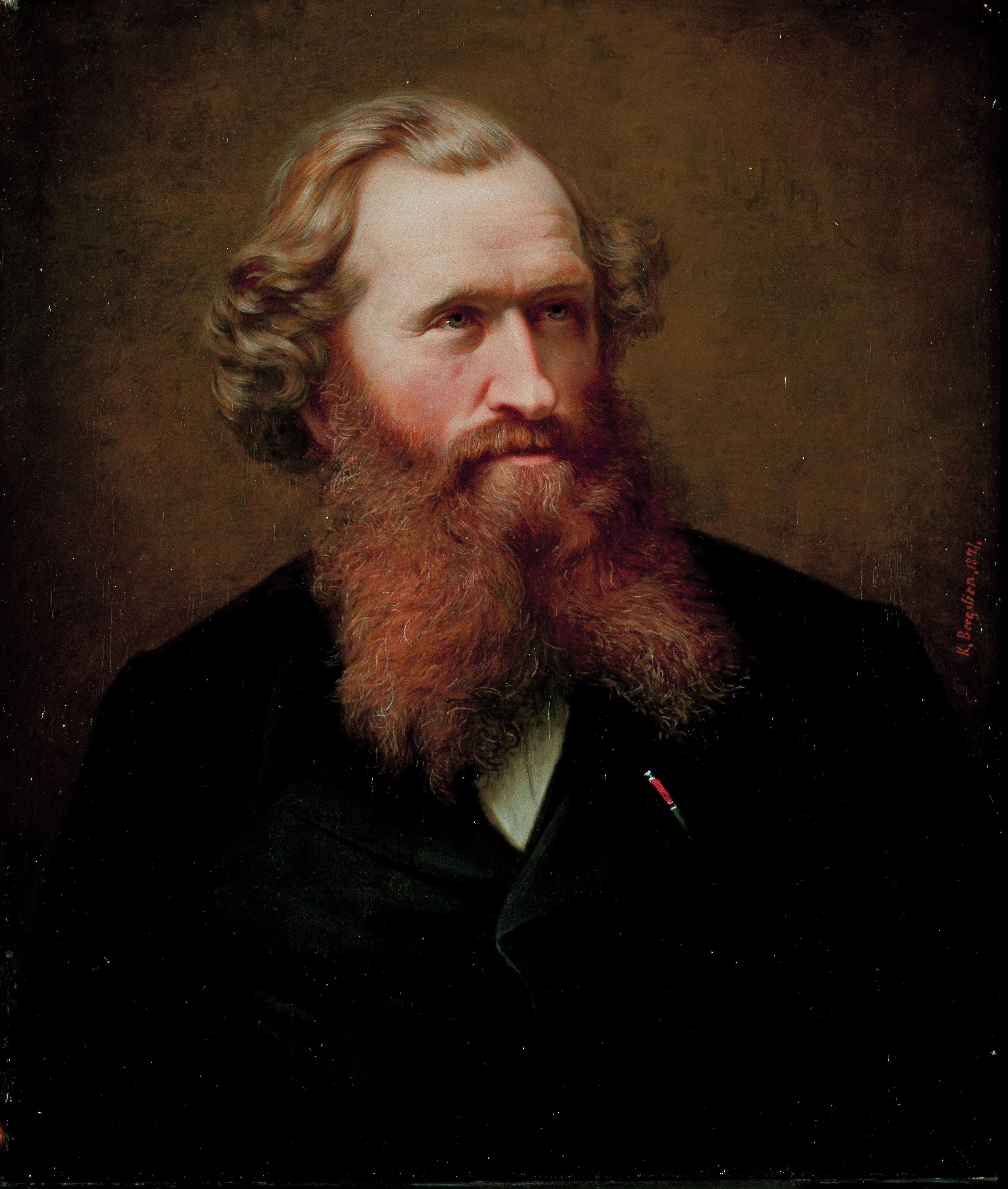
Johan Fredrik Eckersberg, Gemälde von Knud Bergslien, 1871

Johan Fredrik Eckersberg (* 16. Juni 1822 in Drammen; † 13. Juli 1870 in Bærum) war ein norwegischer Maler der Nationalromantik und der Düsseldorfer Malerschule.

## Leben
Seine Eltern waren der Kaufmann Knud Eckersberg (* 1792) und dessen Frau Marie Cathrine Rude (* 1795). Am 2. Oktober 1850 heiratete er Laura Martine Hansen (* 27. Dezember 1821; † 23. März 1878), Tochter des Marketenders Lars Hansen und dessen Frau Anne Karine Bodin.
Eckersberg sollte wie sein Vater Kaufmann werden. Stattdessen wurde er zu einem bedeutenden Künstler im Übergang von der Romantik zum Realismus.
Er war kein guter Schüler und wurde mit 16 Jahren in die Niederlande geschickt, um die damalige Handelssprache zu erlernen. Bei einem Besuch in Amsterdam kam er in Kontakt mit der Malerei. Er wurde sofort begeistert, beschaffte sich die Malerutensilien und begann, die alten Meister zu kopieren. 1841 rief ihn sein Vater nach Hause, um ihn in seiner Agentur in Christiania anzustellen. Außerhalb seiner Arbeitszeit setzte er das Zeichnen und Malen fort, kam 1843 an die Königliche Zeichenschule und wurde Schüler von Johannes Flintoe. Im Sommer 1846 durfte er Hans Gude und August Cappelen auf einer Reise nach Gudbrandsdal begleiten. Diese Studienreise hatte für die norwegische Landschaftsmalerei große Bedeutung. Damit wurden die Hochgebirgsmotive zu einem festen romantischen Thema.
Im gleichen Herbst erhielt er ein staatliches Stipendium für zwei Jahre und zog nach Düsseldorf, wo er 1847/1848 an der Kunstakademie Schüler von Johann Wilhelm Schirmer war. Dessen Theorien gefielen dem eher nüchternen Eckersberg nicht, und nach zwei Jahren kehrte er zurück. Ab 1848 lebte er in Christiania abgesehen von einem zweijährigen Aufenthalt von 1852 bis 1854 auf Madeira wegen seiner Tuberkulose und einem halben Jahr in Düsseldorf. Als Mitglied des Kreises um Peter Christen Asbjørnsen wurde er einer der besten Märchenillustratoren. 1850 bis 1851 lieferte er eine Reihe von Zeichnungen zu Asbjørnsens Sammlung von Volks- und Kindermärchen. In Madeira schuf er Views in the Islands of Madeira, eine Serie von Lithografien, die aber nicht den erhofften finanziellen Erfolg brachte. 1854 bis 1856 arbeitete er wieder in Düsseldorf. Seine Familie kehrte wahrscheinlich auf Grund seiner schlechten Gesundheit nach Hause zurück. Seine wirtschaftlichen Verhältnisse waren schlecht. Er kehrte nun ebenfalls nach Norwegen zurück. In Norwegen fehlte es an einer Ausbildungsstätte für Maler. Die königliche Akademie genügte nicht. So gründete er 1859 trotz seiner Tuberkulose eine Malerschule in Christiania. Ab 1863 erhielt die Schule einen staatlichen Zuschuss. Viele berühmte Maler waren seine Schüler, zum Beispiel Gerhard Munthe und Christian Skredsvig.

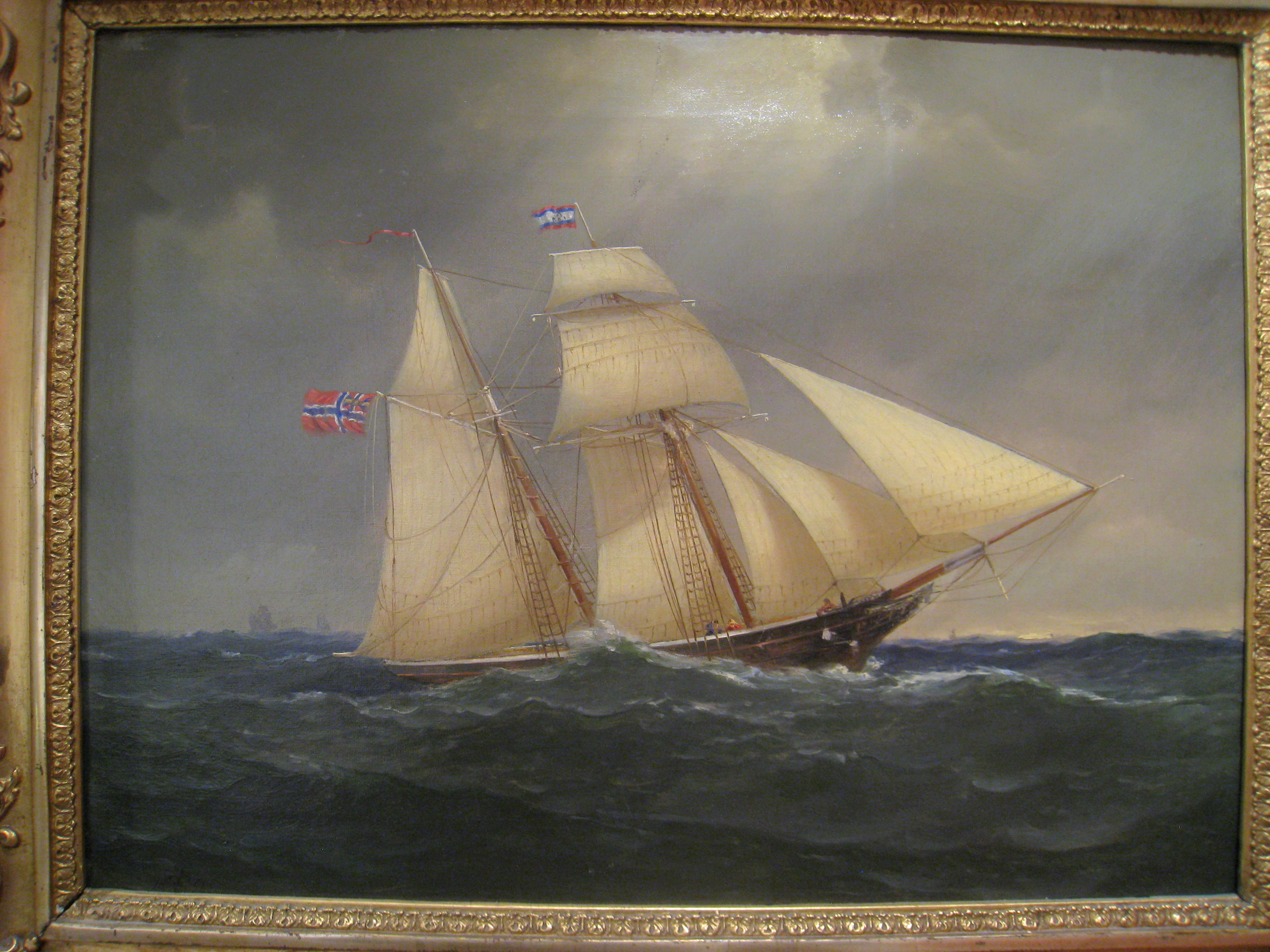
Schoner in schwerer See

1850 wurde er Mitglied in „Det Norske Kunstakademi“, die die Direktion der Zeichenschule bildete. Er war auch Mitglied der Leitung Nationalgalerie und ab 1864 von „Christiania Kunstforening“.

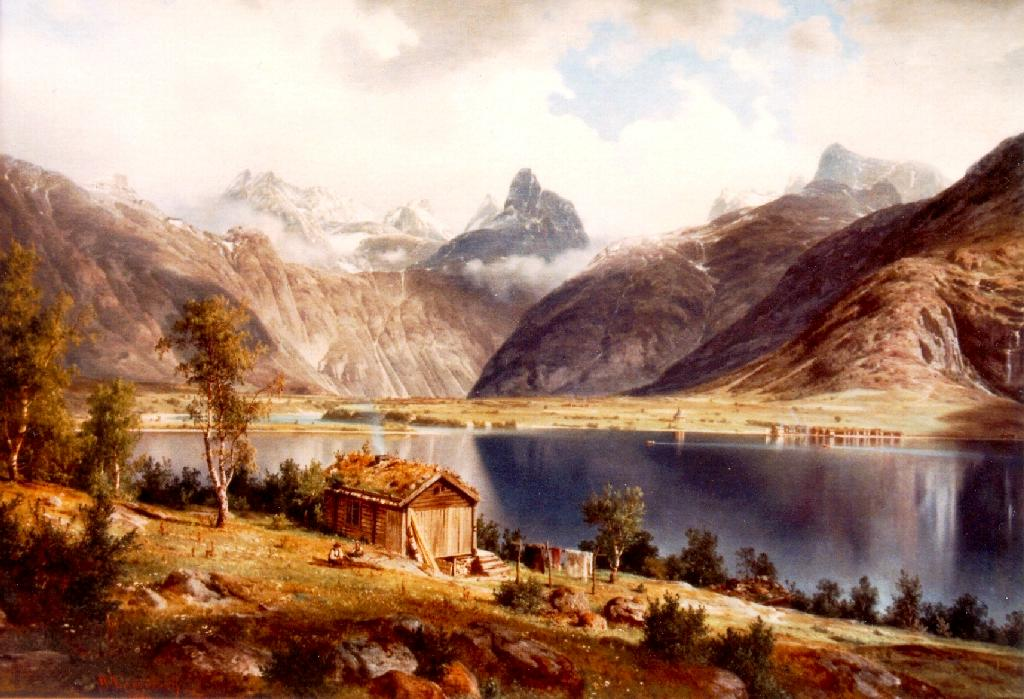
Romsdalshorn

Eckersberg lebte in der Blütezeit der norwegischen Romantik. Während andere Maler der Zeit im Wesentlichen effektvolle Hochgebirgsmotive malten, nahm er auch offene Landschaften Ostnorwegens auf. Seine Gemälde zeichnen sich durch große Detailtreue ohne malerische Effekte aus. Er ließ kaum Phantasie zum Tragen kommen, sondern Nüchternheit walten und verzichtete darauf, die Naturmotive artifiziell zu überhöhen. Auf diese Weise hatte er großen Einfluss auf seine Schüler und gilt als Wegbereiter des Realismus in der Landschaftsmalerei. Seine bedeutendsten Bilder malte er in den 1860er Jahren, etwa das Bild Aussicht von Valle im Setesdal (1852), das zu seinen anspruchsvollsten Arbeiten zählt und der groß konzipierten Landschaftskomposition in der Tradition von Schirmer und Gude verpflichtet ist.
Eckersberg wurde 1870 Ritter des St.-Olav-Ordens und Ritter des Wasaordens.
Er starb mit 48 Jahren an Tuberkulose.